# Uromyces dianthi

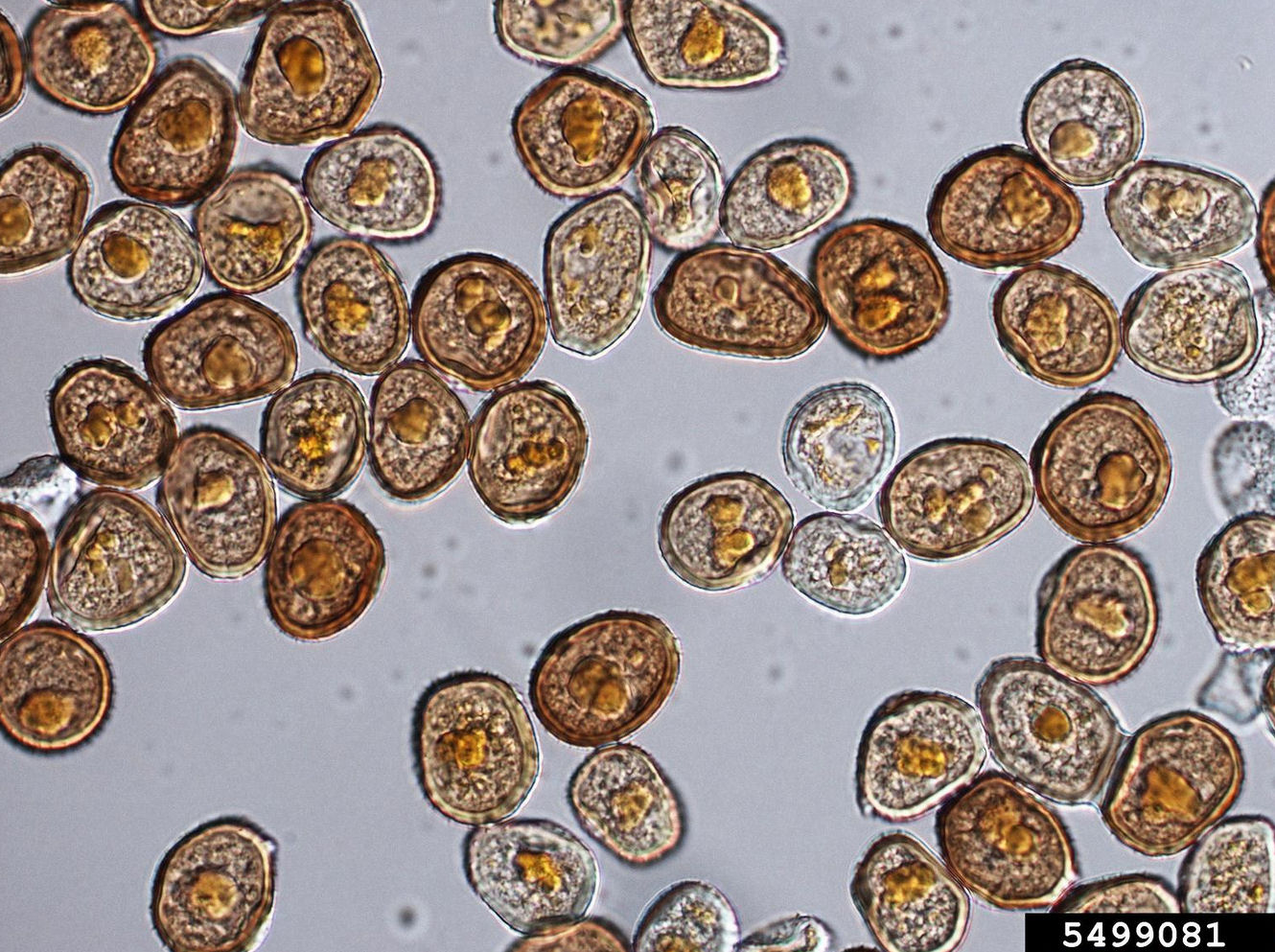
Urediniospory

Uromyces dianthi (Pers.) Niessl – gatunek grzybów z rodziny rdzowatych (Pucciniaceae). Mikroskopijny grzyb, u roślin uprawnych wywołujący grzybową chorobę o nazwie rdza goździka.

## Systematyka i nazewnictwo
Pozycja w klasyfikacji według Index Fungorum: Uromyces, Pucciniaceae, Pucciniales, Incertae sedis, Pucciniomycetes, Pucciniomycotina, Basidiomycota, Fungi.
Po raz pierwszy opisał go w 1801 r. Christiaan Hendrik Persoon, nadając mu nazwę Uredo dianthi. W 1872 r. Gustav Niessl von Mayendorf przeniósł go do rodzaju Uromyces. Synonimy:
- Caeoma dianthi (Pers.) Link 1825
- Coeomurus caryophyllinus (Schrank) Kuntze 1898
- Lycoperdon caryophyllinum Schrank 1789
- Nigredo caryophyllina (Schrank) Arthur 1920
- Uredo dianthi Pers. 1801
- Uromyces caryophyllinus (Schrank) G. Winter 1880

## Morfologia
Pyknidia kuliste, o średnicy 130–160 µm, liczne na dolnych liściach. Ecja na dolnej stronie liści, rozproszone, okrągłe lub nieco owalne, o średnicy do ok. 0,5 mm, pomarańczowożółte. Perydium bezbarwne, brzeg wyprostowany lub lekko zagięty, komórki perydialne o szerokości 19–25 µm, ściana zewnętrzna o grubości 7–10 µm, poprzecznie prążkowana, ściana wewnętrzna cienka, 3,5 µm. Ecjospory kątowo kuliste, 16–22 µm ze ścianą bezbarwną o grubości 1 µm lub mniej, drobno brodawkowate. Uredia na obu stronach liści, również na łodygach, rozproszone lub w grupach, owalne do nieregularnych, często zlewające się, o średnicy 0,5–1,5 mm, cynamonowobrązowe. Urediospory szeroko elipsoidalne, 20–24 × 24–30 µm; ściana złocistobrązowa, grubości 2,5–3 µm, silnie kolczasta; pory rostkowe 3–4, równikowe. Telia podobne do urediów, ale ciemnobrązowe. Teliospory elipsoidalne, 20–23 × 25–29 µm, zaokrąglone u góry i u dołu; ściana jasnokasztanowobrunatna, grubości 3 µm, z brodawkami szklistymi nad porą rostkową, drobno brodawkowane; trzonek bezbarwny, krótki.

## Występowanie
Występuje na niektórych wyspach i na wszystkich kontynentach poza Antarktydą. W Polsce podano jego występowanie na wielu gatunkach goździków.
Pasożyt, rdza dwudomowa, pełnocyklowa. Pasożytuje na roślinach z rodziny goździkowatych (Dianthaceae). Pyknidia i ecja powstają na wilczomleczach (Euphorbia), uredia i telia na goździkach (Dianthus), piaskowcach (Arenaria), Bufonia, łyszczcach (Gypsophila), Lycnis, mydlnicach (Saponaria), Tunica, skalnicach (Saxifraga) i lepnicach (Silene).